# Michel Benita
Michel Benita est un contrebassiste français de jazz, né le 29 juillet 1954 à Alger, en Algérie.
Après avoir vécu à Paris, Pointe-à-Pitre, Nice, la Corse ou Montpellier, Michel Benita déménage à Paris en 1981 et participe à la scène jazz européenne. Il a notamment joué avec Aldo Romano, Marc Ducret, Martial Solal, Lee Konitz, Dino Saluzzi, Erik Truffaz et Archie Shepp. En 1999, il forme le trio ELB avec le guitariste vietnamien Nguyên Lê et le batteur américain Peter Erskine. En 2010, il forme le quintet 'Ethics' avec Eivind Aarset, Mieko Miyazaki, Matthieu Michel et Philippe Garcia.
Michel Benita a composé la musique du film du réalisateur Jean Achache Un soir au club (2009), adapté du roman éponyme de Christian Gailly.

## Discographie sélective
- 1990 : Preferences, Label Bleu LBLC 6532
- 1993 : Soul, Label Bleu LBLC 6552
- 1995 : Palatino, Label Bleu LBLC 6585
- 1998 : Palatino Tempo, Label Bleu LBLC 6605
- 1998 : Lower The Walls, Label Bleu LBLC 6611
- 2000 : Palatino Chap.3, EmArcy Records/Universal 013 610-2
- 2001 : ELB[2],  Erskine-Lê-Benita, ACT (label) 9289-2
- 2001 : Trio, Inédit
- 2004 : Drastic, Disques Deluxe/Discograph
- 2008 : Dream Flight, Erskine-Lê-Benita, ACT (label) 9767-2
- 2008 : Ramblin', Plus Loin Music/HM
- 2010 : Ethics, Zig-Zag Territoires ZZT100902
- 2011 : Back In Town, Palatino, Naïve Records NJ621511
- 2012 : Trio Libero, ECM 2252
- 2013 : Thrill Box[3], Vincent Peirani, ACT 9542-2
- 2014 :  Surrounded by Sea, Andy Sheppard, ECM
- 2016 : River Silver, Michel Benita & Ethics, ECM
- 2018 :  Romaria, Andy Sheppard, ECM
- 2020 :  Looking At Sounds, ECM

## Décorations
- Officier de l'ordre des Arts et des Lettres Il est promu au grade d’officier par l’arrêté du 17 juillet 2015[4].